# Xiao Yanning
Xiao Yanning (n. 23 februarie 1998, Dazhou⁠(d), Republica Populară Chineză) este o sportivă ce a reprezentat Republica Populară Chineză, medaliată olimpică. A participat la 2 ediții ale Jocurilor Olimpice (2020, 2024) în care a câștigat 1 medalie de aur și 1 medalie de argint.